# Lluís Ysamat i Lazzoli
Lluís Ysamat i Lazzoli (Badalona, 1872-1947), escrit també Isamat, va ser un industrial i polític català, militant de la Lliga Regionalista i alcalde interí de Badalona durant un breu període el 1930, fins a la proclamació de la Segona República Espanyola.

## Biografia
Destacada personalitat del món empresarial de l'època, dirigent corporatiu del Gremi de Fabricants de Badalona, va ser el propietari d'una fàbrica d'assaonaments, instal·lada a la ciutat el 1862. Va ser un dels fundadors del Banc de Badalona el 1921, absorbit el 1928 pel Banc Central, i va formar part del seu consell d'administració. També va ser comptador de la Fira de Mostres de Barcelona, vocal de la Cambra de Comerç i Navegació de Barcelona i de Foment del Treball Nacional.
Profundament catòlic i militant de la Lliga. Va iniciar la carrera política el 1905 a la eleccions municipals de Badalona, en la candidatura del Centre Catalanista Gent Nova, a la qual van concórrer els principals cacics de la ciutat i va ser elegit regidor, gràcies al vot catòlic i conservador que va aconseguir captar. Va ser membre de la candidatura formada per Verdaguer i Callís i Puig i Cadafalch, i va ser elegit diputat provincial el 1909 pel districte de Granollers-Badalona, aconseguint una victòria davant d'una altra candidatura també de dretes, avalada pel Círcol Catòlic, gràcies al seu prestigi personal.
Va ser també regidor de l'Ajuntament de Badalona. Amb la caiguda de la dictadura de Primo de Rivera, es constituí un nou Ajuntament en absència de l'alcalde Pere Sabaté. El consistori de transició estava dividit entre els majors contribuents de la ciutat, entre els quals es trobava Ysamat, i els regidors més votats en les darreres tres eleccions (1917, 1920 i 1922), amb un avantatge pels primers, que eren imparells, amb 15 regidors contra 14, respectivament. Ysamat va ser nomenat alcalde de forma interina, des del 8 de març, per reial ordre, en substitució de Baldomero Sanmartín Arnal, regidor de més edat del consistori, que havia exercit l'alcaldia interina des del 26 de febrer, fins al 14 d'abril de 1930, amb la proclamació de la República.
En l'àmbit personal, va casar-se amb Bertila Bosch i Costa, filla de l'industrial Vicenç Bosch.
Després de ser alcalde, va retirar-se de la vida política, però va continuar implicat en diverses institucions econòmiques. Va morir l'11 de novembre de 1947, als 78 anys. Se'n van celebrar funerals a l'església de Sant Josep de Badalona i a l'església de la Mare de Déu de Pompeia de Barcelona.